# Zevatron
Zevatron é uma fonte astrofísica hipotética de partículas com energias da ordem de 1 ZeV (1021 eV). O nome é uma analogia ao Tevatron.